# Marcin Mroziński
Marcin Mroziński (Inowrocław, 26 september 1985) is een Poolse zanger, acteur en televisiepresentator.
Mroziński won de eerste editie van Krajowe Eliminacje, de Poolse preselectie voor het Eurovisiesongfestival. Hij verkreeg hiermee het recht om zijn vaderland de vertegenwoordigen op het Eurovisiesongfestival 2010 in de Noorse hoofdstad Oslo. Hij deed dit met het nummer Legenda, deels gezongen in het Engels en deels in het Pools. Een groot succes werd zijn deelname echter niet; hij kreeg in de eerste halve finale slechts 44 punten en eindigde daarmee op de 13de plaats. Hierdoor kwalificeerde hij zich niet voor de finale.
1994: Edyta Górniak · 
1995: Justyna Steczkowska · 
1996: Kasia Kowalska · 
1997: Anna Maria Jopek · 
1998: Sixteen · 
1999: Mietek Szcześniak · 
2001: Piasek · 
2003: Ich Troje · 
2004: Blue Café · 
2005: Ivan & Delfin · 
2006: Ich Troje · 
2007: The Jet Set · 
2008: Isis Gee · 
2009: Lidia Kopania · 
2010: Marcin Mroziński · 
2011: Magdalena Tul · 
2014: Donatan & Cleo · 
2015: Monika Kuszyńska · 
2016: Michał Szpak · 
2017: Kasia Moś · 
2018: Gromee feat. Lukas Meijer · 
2019: Tulia · 
2021: Rafał · 
2022: Ochman · 
2023: Blanka · 
2024: Luna · 
2025: Justyna Steczkowska
- International Standard Name Identifier: 0000 0004 0822 9125
- MusicBrainz: c202ca00-c078-40cb-abce-345529114bef
- Virtual International Authority File: 300743142